# Asthenes maculicauda
Az Asthenes maculicauda a madarak (Aves) osztályának verébalakúak (Passeriformes) rendjébe és a fazekasmadár-félék (Furnariidae) családjába tartozó faj.

## Rendszerezése
A fajt Hans von Berlepsch német ornitológus írta le 1901-ben, Siptornis nembe Siptornis maculicauda néven. Egyes szervezetek a Siptornoides nembe sorolják Siptornoides maculicauda néven, az áthelyezés még nem terjedt el igazán.

## Előfordulása
Dél-Amerikában, az Andok keleti részén, Argentína, Bolívia és Peru területen honos. Természetes élőhelyei a szubtrópusi és trópusi magaslati cserjések és füves puszták. Állandó, nem vonuló faj.

## Megjelenése
Testhossza 17 centiméter.

## Életmódja
Valószínűleg magányosan vagy párban ízeltlábúakkal táplálkozik.

## Természetvédelmi helyzete
Az elterjedési területe nagy, egyedszáma csökkenő, de még nem éri el a kritikus szintet. A Természetvédelmi Világszövetség Vörös listáján nem fenyegetett fajként szerepel.